# Made in Italy (film, 2018)
Pour les articles homonymes, voir Made in Italy (homonymie).
Pour plus de détails, voir Fiche technique et Distribution.
Made in Italy est un film italien réalisé par Luciano Ligabue, sorti en 2018.

## Fiche technique
- Titre : Made in Italy
- Réalisation : Luciano Ligabue
- Scénario : Luciano Ligabue
- Photographie : Marco Bassano
- Montage : Giogiò Franchini
- Musique : Luciano Ligabue
- Pays d'origine : Italie
- Genre : comédie dramatique
- Date de sortie : 2018

## Distribution
- Stefano Accorsi : Riko
- Kasia Smutniak : Sara
- Fausto Maria Sciarappa : Carnevale
- Walter Leonardi : Max
- Filippo Dini : Matteo
- Tobia De Angelis : Pietro
- Julian Ovenden : Gordon